# Hasret Kayikçi
Hasret Kayıkçı (* 6. November 1991 in Heidelberg) ist eine deutsch-türkische ehemalige Fußballspielerin. Die Stürmerin stand 14 Jahre beim Bundesligisten SC Freiburg unter Vertrag und spielte 11-mal für die deutsche Nationalmannschaft.

## Karriere

### Vereine
Kayikçi wuchs in Heidelberg-Rohrbach auf, begann bei der TSG Rohrbach ihre Laufbahn und durchlief mehrere Auswahlmannschaften des Badischen Fußballverbandes. Bei der TSG Rohrbach spielte sie bis zur C-Jugend in der Jungenmannschaft. Nach einem Jahr in der Verbandsligamannschaft der Frauen (30 Tore) wechselte sie als 16-Jährige im Sommer 2008 zum Bundesligisten FCR 2001 Duisburg. Sie lebte in dieser Zeit bei einer Gastfamilie in Bocholt. Laut Eigenaussage verdiente sie beim FCR rund 250 € im Monat. Kayikçi gab am 7. September 2008 gegen den Herforder SV ihr Debüt. Eine Woche später erzielte sie beim 4:3-Auswärtssieg gegen den Hamburger SV ihr erstes Bundesligator. Im Mai 2011 wechselte sie zum SC Freiburg. Im April 2012 fiel sie wegen eines erneuten Kreuzbandrisses, der zunächst unentdeckt blieb, lange aus. Nach langer Pause konnte sie am 24. Februar 2013 ihr erstes Bundesligaspiel in der Saison 2012/13 verzeichnen und schoss dabei ein Tor. Nach drei Spielen fiel Kayikçi erneut aufgrund einer Knieverletzung längere Zeit aus. Sie konnte kein Spiel in der Saison 2013/14 absolvieren. Nach langer Pause und Aufbautraining feierte sie ihr Comeback in der Bundesliga zum Saisonbeginn 2014/15 am 30. August 2014.
2016 fiel sie mit einem Sehnenriss rund anderthalb Monate aus. Aufgrund einer komplexen Knie- und Rückenverletzung, in die auch eine Weisheitszahn-OP miteinspielte, fiel sie fast die gesamte Saison 2018/19 aus. Laut Eigenaussage erlitt sie in ihrer Karriere acht Knieverletzungen.
Kayikçi wurde im Lauf der Jahre wichtige Stammspielerin ihres Vereins und war ab 2021 auch Kapitänin. 2023 spielte sie erstmals im Finale des DFB-Pokals, nachdem sie 2009 und 2010 nicht eingesetzt wurde und 2019 verletzt war. Weiterhin stand sie sechs Mal im Halbfinale. Am letzten Spieltag der Saison 2022/23 erreichte sie ihr 200. Pflichtspiel für den SC Freiburg. Am 14. Spieltag der Saison 2023/24 überholte sie mit ihrem 186. Einsatz Juliane Maier als Bundesliga-Rekordspielerin des Sport-Clubs. Kayikçi ist mit 61 Bundesligatoren Freiburgs Rekordtorschützin. In fünf Saisons war sie die erfolgreichste Torschützin des Sport-Clubs, ebenso in fünf Saisons dessen erfolgreichste Vorlagengeberin.
Im Mai 2024 verlängerte sie erneut ihren Vertrag um ein Jahr. Zwei Wochen vor Saisonstart 2024/25 zog sie sich in einem Testspiel einen Kreuzbandriss im linken – dem bisher unversehrten – Knie zu. Im Januar 2025 erklärte sie ihr Karriereende zum Sommer. Sie kehrte am letzten Spieltag der Saison mit einem kurzen Einsatz auf den Rasen zurück und beendete beim 3:2 gegen Werder Bremen ihre aktive Karriere. Sie wurde nach elf Minuten ausgewechselt, eine Hommage an ihre Rückennummer. Nach dem Spiel wurde sie vor rund 6'100 Zuschauern gebührend verabschiedet, bereits eine Woche zuvor wurde sie durch Jochen Saier im Europa-Park-Stadion verabschiedet.
Im Sommer 2025 begann sie eine Folgeanstellung beim Sport-Club in den Bereichen Management und Scouting.

### Nationalmannschaft
Kayikçi, deren Eltern aus der Türkei stammen, nahm 16-jährig die deutsche Staatsbürgerschaft an und gehörte zum Kader der U-17-Nationalmannschaft für die Weltmeisterschaft in Neuseeland. Sie wurde in drei Partien eingesetzt und erreichte mit ihrer Mannschaft den dritten Platz.
Ebenso gehörte sie zum Kader der U-19-Nationalmannschaft für die Europameisterschaft 2010 in Mazedonien. Dabei erlitt sie im letzten Gruppenspiel einen Kreuzbandriss. Am 7. September 2016 wurde Kayikçi erstmals in die deutsche A-Nationalmannschaft berufen und saß gegen Russland am 16. September 2016 erstmals auf der Bank des DFB-Teams. Vier Tage später feierte sie im EM-Qualifikations-Spiel gegen Ungarn ihr A-Länderspiel-Debüt für Deutschland. Ihr erstes Länderspieltor erzielte sie am 4. Juli 2017 in Sandhausen beim 3:1-Sieg im Testspiel gegen die Nationalmannschaft Brasiliens mit dem Treffer zum 2:1 in der 65. Minute.
Kayikçi nahm mit Deutschland 2017 und 2018 am SheBelieves Cup in den USA teil. Bei der Europameisterschaft 2017 in den Niederlanden wurde sie in zwei Vorrundenpartien eingesetzt.
Im WM-Qualifikationsspiel gegen Färöer am 24. Oktober 2017 gelang ihr innerhalb von 26 Minuten ein „lupenreiner“ Viererpack (Endstand 11:0).
Im Februar 2022 wurde sie für den Arnold Clark Cup erneut in die Nationalmannschaft berufen, kam im Turnier jedoch nicht zum Einsatz.

## Erfolge
- DFB-Pokal: 2009 und 2010, Finalistin 2019 und 2023
- UEFA-Women’s-Cup-Siegerin 2009
- Dritter Platz bei der U-17-Weltmeisterschaft 2008

## Sonstiges
Kayikçi setzt sich für bessere Gehälter und Rahmenbedingungen im Frauenfußball ein, auch in Bezug zur Verletzungsprävention durch geeignete Infrastruktur. Sie war Fürsprecherin für den Umzug der SC-Frauen in das Dreisamstadion. Seit 2024 ist sie Botschafterin der Freiburger step Stiftung, die Integration durch Sportprogramme fördert. Ebenso ist sie Botschafterin der Freiburger Initiative Sport-Quartiere. Während der Corona-Pandemie war sie zusammen mit Vincenzo Grifo Patin der step kickt!-Challenge.
Kayikçi ist gelernte Groß- und Außenhandelskauffrau. Während ihrer Fußballerkarriere arbeitete sie tageweise in einem Freiburger Steuerbüro.
Kayikçi absolvierte 225 Pflichtspiele für den SC Freiburg. Mit 14 Jahren im A-Bereich zählt sie zu den vereinstreuesten Spielerinnen bei den SC-Frauen, nach Alexandra Kury und Alexandra Schwald.